# DEFCON
Pour les articles homonymes, voir Defcon (homonymie).

Représentation des cinq niveaux DEFCON tels que vus dans certaines œuvres de fiction.

DEFCON, contraction de DEFense readiness CONdition (littéralement « état de préparation de la défense ») est le niveau d'alerte (ou de préparation) des forces armées des États-Unis.
Développé en novembre 1959 par le Comité des chefs d’état-major interarmées (Joint Chiefs of Staff — JCS), ce système définit cinq niveaux graduels, allant de DEFCON 5 (niveau le plus bas) à DEFCON 1 (niveau le plus élevé), correspondant à différentes situations militaires.
Il n'y a pas un statut DEFCON unique en un temps donné, car les différentes branches de l'armée américaine peuvent être à des niveaux de DEFCON différents au même moment.

## Niveaux d'alerte
Les DEFCON varient selon les commandements et ont évolué au cours du temps. Le département de la Défense des États-Unis utilise par ailleurs des termes différents pendant les exercices. Il cherche ainsi à éviter une éventuelle confusion entre un exercice et une opération militaire réelle[réf. souhaitée].
Le 12 janvier 1960, le NORAD (qui regroupe les États-Unis et le Canada) a proposé l'adoption des DEFCON développés aux États-Unis par le Comité des chefs d’États-majors interarmées ; l'information sur les niveaux a été déclassifiée en 2006.
| État de préparation | Nom d'exercice | Description |
| ------------------- | -------------- | --- |
| DEFCON 5            | FADE OUT       | Préparation normale en temps de paix.[réf. nécessaire] |
| DEFCON 4            | DOUBLE TAKE    | Préparation normale, mais renseignements accrus et mesures de sécurité renforcées.[réf. nécessaire] |
| DEFCON 3            | ROUND HOUSE    | Accroissement de la préparation des forces au-dessus de la préparation normale — l'Air Force est prête à être mobilisée en 15 minutes.[réf. nécessaire] |
| DEFCON 2            | FAST PACE      | Accroissement supplémentaire dans la préparation des forces, mais inférieure à la préparation maximale — les Forces armées des États-Unis sont prêtes à se déployer et à engager en moins de 6 heures.[réf. nécessaire]                                                                                |
| DEFCON 1            | COCKED PISTOL  | Préparation maximale des forces (état de guerre). Ce niveau est planifié pour une attaque imminente offensive ou défensive; à ce niveau les forces américaines sont prêtes à être déployées incluant la préparation pour une guerre thermonucléaire totale. Ce niveau d'alerte n'a jamais été atteint. |

## Mise en application
Historiquement, le niveau DEFCON 2 n'a été atteint qu’une seule fois, pendant la crise des missiles de Cuba en 1962. Seul le Strategic Air Command (SAC) y fut placé, le 23 octobre 1962, les autres forces des États-Unis restant en DEFCON 3. Le SAC ne revint au niveau DEFCON 3 que le 15 novembre 1965.
Le niveau DEFCON 3 a été adopté le 25 octobre 1973 à la suite du déclenchement, le 6 octobre, de la guerre du Kippour, dans la crainte d'une intervention soviétique. Le dernier commandement à le quitter a été la 6e flotte en Méditerranée, le 17 novembre. Le Strategic Air Command, par contre, passa la majorité de la guerre froide en DEFCON 3.
Le niveau DEFCON 3 a également été atteint lors des attentats du 11 septembre 2001 et plus récemment le 6 décembre 2021, en raison de l’activation par les États-Unis d'un commandement d’artillerie en Europe alors que la Russie amasse des troupes et de l’artillerie près de la frontière ukrainienne.

## Systèmes similaires
Les DEFCON sont un sous-système d'une série de conditions d'alerte, les LERTCON (Alert Condition), comme les EMERGCON (Emergency Condition).
Le gouvernement des États-Unis utilise depuis 2007 le COGCON.
L'armée des États-Unis utilise également d'autres dispositifs d'alerte tels :
- Force Protection Conditions (en) (FPCON) ;
- Readiness Conditions (en) (REDCON) ;
- Information Operations Condition (en) (INFOCON) et son futur remplacement, Cyber Operations Condition (CYBERCON)[9] ;
- Watch Conditions (WATCHCON) ;
- ou bien l'ancien Homeland Security Advisory System (en) utilisé par le département de la Sécurité intérieure des États-Unis.

## Dans la culture populaire

### Littérature
- Dans le roman 10 juin 1999 (1993) d'Eric L. Harry, le niveau d'alerte DEFCON est évoqué à plusieurs reprises, le roman décrivant le déroulement d'une guerre nucléaire fictive entre la Russie et les États-Unis.
- Dans le roman Sur ordre (1996, de la saga Jack Ryan) de Tom Clancy, le groupe naval Comedy est placé en DEFCON 1, dans le but d'abattre des avions de l’aéronavale indienne voulant empêcher les Américains de débarquer des troupes en Arabie saoudite.
- Dans le roman Aux portes de l'éternité (2014) de Ken Follet, le SAC est placé en DEFCON 2 pendant l’épisode de la crise de Cuba.
- Dans le roman L'Affaire Jésus (2014) d’Andreas Eschbach, les forces armées des États-Unis sont placées en DEFCON 2 pendant une quinzaine de jours, dans le cadre de tensions politiques au Proche-Orient.
- Le roman Pour rien au monde (2021) de Ken Follett est découpé en 5 parties, chacune désignée par un niveau DEFCON, de DEFCON 5 à DEFCON 1.

### Cinéma
- Dans Wargames (1983) et sa suite Wargames: The Dead Code (2008), le niveau d'alerte passe progressivement de DEFCON 5 à DEFCON 1 au fur et à mesure de l'avancement du scénario.
- Dans USS Alabama (1995), le niveau d'alerte atteint DEFCON 2.
- Dans Independence Day (1996), alors que les vaisseaux extra-terrestres sont prévus d'entrer dans l'atmosphère dans les 25 minutes, le président demande à passer le niveau d'alerte en DEFCON 3.
- Dans La Somme de toutes les peurs (2002), le niveau d'alerte a atteint DEFCON 1.
- Dans Meurs un autre jour (2002), le niveau d'alerte atteint DEFCON 2.
- Dans Transformers (2007), le niveau d'alerte atteint le « DEFCON DELTA », un niveau fictif inventé spécifiquement pour le film. Probablement une confusion avec le Force protection condition (en) DELTA qui est un protocole américain de protection des infrastructures et du personnel militaire contre les attaques terroristes.
- Dans Watchmen : Les Gardiens (2009), le niveau d'alerte atteint DEFCON 1.
- Dans Salt (2010), le niveau d'alerte passe de DEFCON 4 à DEFCON 2, au moins aux avant-postes, lorsque des Russes déplacent des missiles sur des champs de tirs.
- Dans White House Down (2013), le niveau d’alerte atteint DEFCON 1.
- Dans La Chute de la Maison-Blanche (2013), le niveau d'alerte atteint DEFCON 4.
- Dans  X-Men: Days of Future Past (2014), le niveau d'alerte atteint DEFCON 3 après une attaque des Sentinelles.
- Dans The Phoenix Incident (en) (2015), le niveau d'alerte atteint DEFCON 2.
- Dans Hunter Killer (2018), le niveau d’alerte atteint DEFCON 1.

### Télévision
- Dans la série 24 heures chrono (saison 9, épisode 11, « Live Another Day »), l'amiral suggère au président James Heller, au vu des dangers imminents, de passer en DEFCON 3.
- Dans la série Stargate SG-1, le panneau avec les cinq niveaux de DEFCON est visible dans la salle de contrôle de la Porte des étoiles, sur le mur arrière. Dans les épisodes où le panneau est visible, le niveau d'alerte est activé et reste généralement à DEFCON 5, mais il peut changer selon la menace. Dans « Alerte maximum » (saison 8, épisode 14), des tensions entre Russes et Américains, dues à une infiltration Goa'uld, obligent le général Jack O'Neill à réagir ; au fur et à mesure de l'épisode, le DEFCON augmente jusqu'à atteindre son niveau maximal, DEFCON 1 ; dans l'épisode 22 de la saison 3, un vaisseau Asgard en orbite autour de la Terre oblige le Pentagone à entrer en DEFCON 3, puis 2.
- Dans la série American Dad!, le niveau d'alerte DEFCON est affiché en permanence sur le réfrigérateur familial.
- Dans la série Eureka Seven, le vaisseau « Gekko-go » et son équipage, le « Gekkostate » passe en DEFCON 1.
- Dans la série Veep (saison 2, épisode 9), il est fait mention du DEFCON.
- Dans la série The Big Bang Theory (saison 2, épisode 8), Leonard reçoit un appel d'Howard qui réclame leur présence urgente à son laboratoire. Leonard caractérise la situation d'urgence en « DEFCON 5 », pensant que c'est le plus haut niveau d'alerte, mais Sheldon le reprend par la suite.
- Dans la série Chuck (saison 4, épisode 1), le général Beckman transforme le magasin « Buy More », anciennement détruit en base de la CIA et de la NSA. Elle informe Chuck que le niveau DEFCON 1 peut être activé, en appuyant sur un gros bouton rouge caché dans un présentoir.
- Dans la série The Leftovers (saison 3, épisode 7), le pays passe de DEFCON 3 à DEFCON 2 ; Patti Levin fait pression sur Kevin afin qu'il active le niveau DEFCON 1.
- Dans la série Supergirl (saison 1, épisode 15), le DEO (Departement of Extranormal Operations) est une organisation extra-judiciaire qui a pour but de lutter contre toutes les menaces extraterrestres. Cette organisation se situe sur la Terre 38. Elle atteint le niveau DEFCON 2.
- Dans la série The Last Ship, à plusieurs reprises l’équipage de l'USS Nathan James active le DEFCON 1 en vue d’attaquer les soviétiques (saison 2) ou les grecs (saison 4).
- Dans la série Designated Survivor (saison 1, épisode 1), le général Cochrane demande à l'état-major américain de passer en DEFCON 2.
- Dans la série Salvation (saison 1, épisode 13), l'état-major américain passe à DEFCON 1, à la suite de l'attaque de sous-marins russes contre l'USS Pike.
- Dans la série La casa de papel (partie 3, épisode 8 final), les braqueurs sont en crise et activent le DEFCON 2 pour se défendre.
- Dans la série Deutschland 83 (saison1, épisodes 7 et 8), l'OTAN organise un test de ses procédures pour une attaque nucléaire (passage à DEFCON 2, puis DEFCON 1).
- Dans la série Les Kennedy (saison 1, épisode 6), le président John Fitzgerald Kennedy positionne les États-Unis en DEFCON 2 pendant la crise des missiles de Cuba.
- Dans la série Arrow (saison 4, épisode 20), le « Projet Genesis » pousse le président à faire évoluer le DEFCON au niveau 1.
- Dans la série For All Mankind (saison 2, épisode 1), le pays passe en DEFCON 3 suite à une éruption solaire qui brouille les satellites espions des États-Unis et de l'URSS. Il passera plus tard (saison 2, épisode 10) en DEFCON 2 à la suite de la présence de forces militaires soviétiques au Panama et dans le golfe du Mexique.
- Dans la série Salvation (saison 1, épisode 8), face aux représailles annoncées par le gouvernement Russe à la suite du projet « Atlas » mené par le gouvernement américain, le pays passe en DEFCON 2.
- Dans la série Doctor Who (saison 4, épisode 5, « A.T.M.O.S., deuxième partie »), face au plan d'attaque des Sontariens qui vise à transformer l'atmosphère de la Terre en une planète de clonage à l'aide d'un gaz toxique, différents pays dont la France, le Royaume-Uni, l'Amérique du Nord, l'Inde, le Pakistan, la Chine et la Corée du Nord se coordonnent pour lancer une attaque nucléaire contre les Sontariens ; le niveau d'alerte passe à DEFCON 1 :
- Dans la série Madam Secretary, le niveau DEFCON est mentionné plusieurs fois.
- Dans la série d'animation South Park (saison 25, épisode 4) le conseiller Monsieur Mackey, mélancolique des années 1980, pirate le NORAD (Commandement de la défense aérospatiale de l'Amérique du Nord) et fait passer le niveau d'alerte de DEFCON 5 à DEFCON 3. Il est arrêté par sa mère juste avant de passer à DEFCON 2.

### Jeux vidéo
- Le jeu vidéo Defcon: Everybody Dies est centré sur ce système d'évaluation du niveau de défense. Il considère que le monde, dont l'un des continents qui est dirigé par le joueur, passe progressivement de DEFCON 5 à DEFCON 1, de manière inéluctable ; il convient alors d'adapter les moyens de défense et d'attaque à la menace.
- Dans Syphon Filter: The Omega Strain, au fur et à mesure de la progression du joueur, les tensions politiques font progressivement augmenter le niveau d'alerte de l'armée américaine.
- Dans Metal Gear Solid: Peace Walker, l'armée américaine passe en DEFCON 3 à la suite de la détection par le BMEWS d'un lancement de missiles nucléaires par l'URSS (qui en réalité est un lancement de missiles simulé par le Peace Walker, dans le but de tromper les États-Unis pour essayer de prouver que l'homme n'a pas la volonté de répliquer même s'il est menacé par une attaque nucléaire), elle passa en DEFCON 2 face à l'approche imminente des missiles virtuels et à la préparation du lancement des missiles de représailles et sûrement à leur tentative d'interception.
- Dans Rise of Nations: Thrones and Patriots, les relations entre Soviétiques et Américains, dans la campagne de la guerre froide, sont régulées par le niveau d'alerte DEFCON : le niveau 1 étant atteint, le conflit devient obligatoire et la guerre nucléaire est déclenchée.
- Dans Call of Duty: Black Ops, dans le mode campagne, se déroulant durant la Guerre Froide, Weaver indique à Hudson le niveau d'alerte DEFCON 2 durant l'interrogatoire d'Alex Mason. Dans le mode Zombie sur la carte « Five », se déroulant au Pentagone, le niveau d'alerte passe à DEFCON 1. Cependant, le joueur peut modifier le niveau DEFCON, afin de débloquer de nouvelles possibilités, notamment en débloquant la salle de confinement du Président. Le niveau DEFCON baisse d'un cran à chaque fraction de secondes une fois la salle atteinte par un joueur et la porte principale ouverte, jusqu'à atteindre de nouveau le DEFCON 1 qui provoquera la fermeture des portes de la salle de confinement du Président une fois tous les joueurs dehors.
- Dans Act of War et Act of Aggression, le joueur américain peut augmenter son niveau technologique en passant de DEFCON 3 à DEFCON 1 progressivement.
- Dans Wargames, sorti sur PlayStation en 1998, le niveau d'alerte DEFCON augmente à mesure que le joueur progresse dans les missions.
- Dans Sam and Max : Sauvez le monde, le niveau d'alerte passe en DEFCON 1 à la suite du déclenchement d'une guerre civile entre le Dakota du Nord et le Dakota du Sud.
- Dans CounterSpy, le joueur change le DEFCON de 5 à 1 au fur et à mesure de ses actions.
- Dans la série des Grand Theft Auto, le système d'indice de recherche par étoiles fait penser aux alertes DEFCON, et en est probablement fortement inspiré.
- Dans Fallout 76, à l'intérieur du Bunker de Whitespring, le niveau d'alerte est de DEFCON 1.

### Divers
- La DEF CON est aussi une conférence annuelle, se déroulant à Las Vegas, et réunissant des hackers et experts en sécurité informatique du monde entier.
- Le Defqon.1 (avec le terme changé d'une lettre) est un festival musical aux Pays-Bas. On y joue principalement du hardstyle et son ambiance fait penser à un camp militaire en alerte DEFCON 1.